# Somatocleptes ovalis
Somatocleptes ovalis là một loài bọ cánh cứng trong họ Cerambycidae.